# Ámsvartnir (lago)

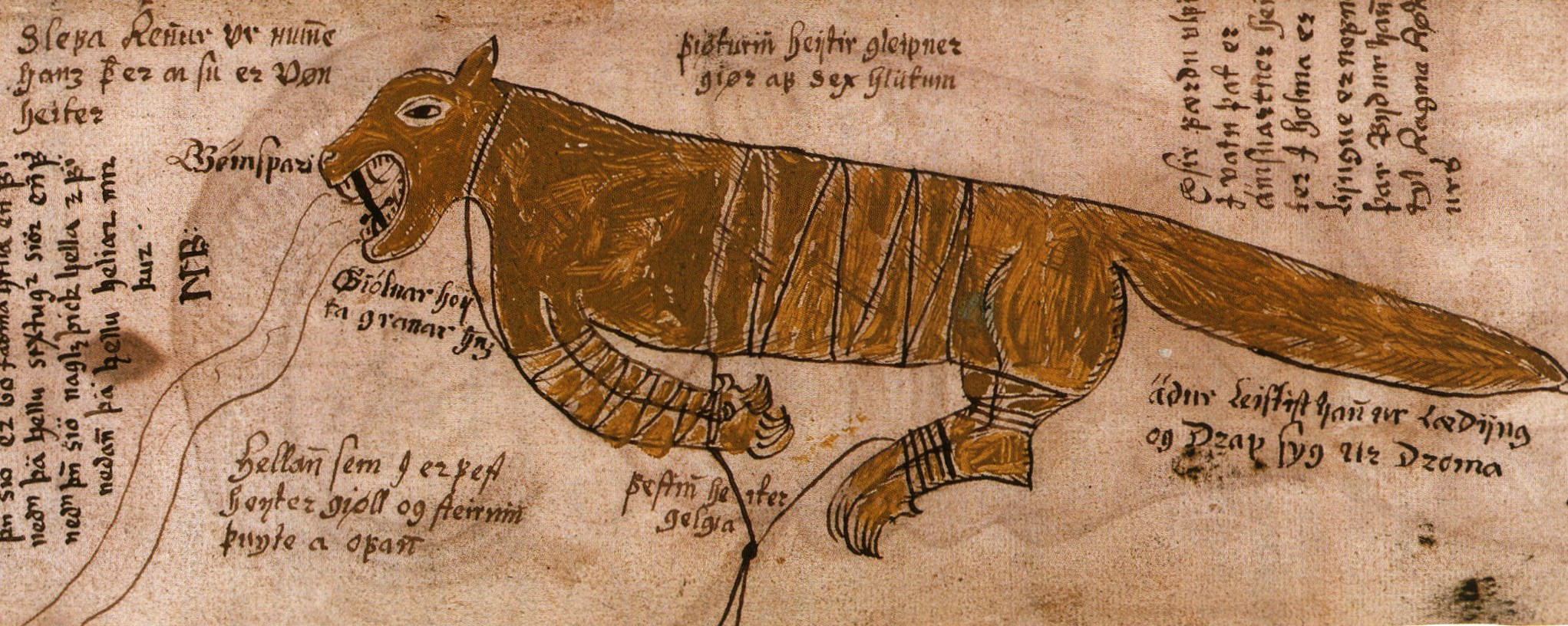
Ilustración de Fenrir en un manuscrito islandés del.

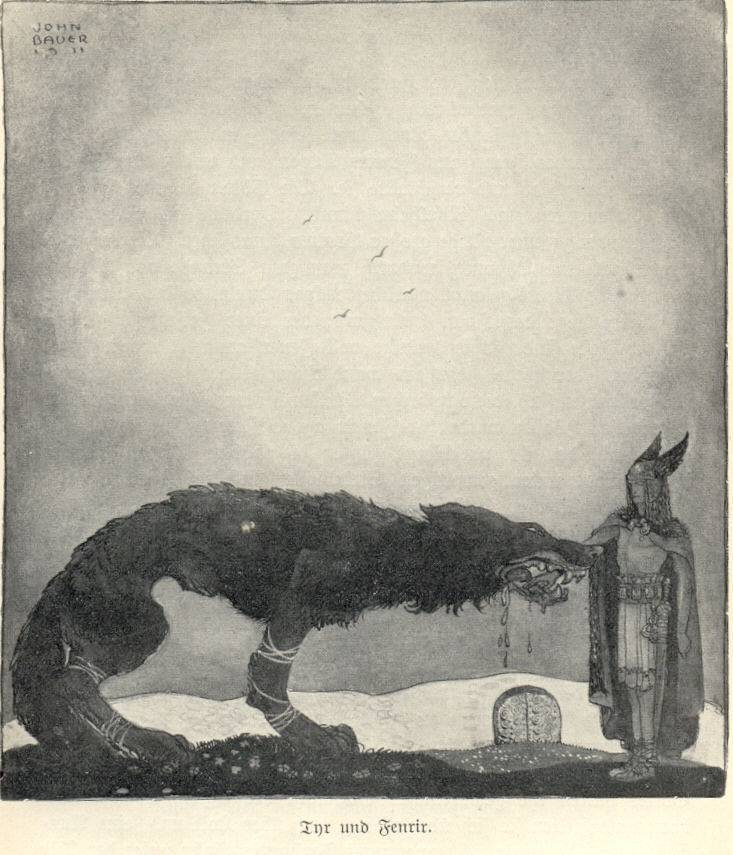
Fenrir y Tyr. Ilustración de John Bauer, 1911.

En la mitología nórdica, Amsvartnir (literalmente «negro como el alquitrán») es un lago que contiene la isla Lyngvi, donde los Æsir, los dioses del Asgard, tras los dos intentos fallidos de atarle al lobo Fenrir, primero con la cadena Leding y después con la todavía más fuerte Droma, finalmente lo consiguen con Gleipnir, una cinta liviana, dulce, sedosa y fina, fabricada con el sonido de la pisada del gato, la barba de la mujer, las raíces de la montaña, los nervios del oso, el soplo de los peces y la saliva del pájaro.
El dios Tyr se ofreció a realizar la proeza, pero Fenrir, al darse cuenta de que le habían tendido una trampa, cerró su boca y le cortó la mano al dios.
El lago solo es mencionado en el Gylfaginning de la Edda prosaica, escrita en el siglo XIII por Snorri Sturluson, por lo cual el catedrático de germanística en la Universidad de Bonn, Rudolf Simek, sugiere que se trata de un invento de Snorri.